# Kevin Tillman
Pour les articles homonymes, voir Tillman.
Kevin Tillman, né le 24 janvier 1978 à San José en Californie, est un joueur professionnel de baseball et un militaire américain.

## Biographie
Étudiant à l'université d'État de l'Arizona et joueur de baseball pour les Sun Devils d'Arizona State, Kevin Tillman est sélectionné au 31e tour de la draft 1999 de la MLB par les Indians de Cleveland. Il joue en ligues mineures lorsqu'il décide de s'engager dans l'armée avec son frère Pat dans l'armée américaine après les attentats du 11 septembre 2001,,. Assigné avec lui au 2e bataillon-75e régiment de Rangers, il prend part à l'opération Liberté irakienne puis est en opération en Afghanistan où son frère meurt d'un tir ami. À la fin de son service militaire en juillet 2005, il s'engage pour que la vérité soit faite autour de la mort de son frère, témoignant devant le Congrès des États-Unis en 2007 puis publiant le livre The Transparent Pillage l'année suivante.